# Cuitláhuac
Cuitláhuac byl předposlední aztécký vládce (tlatoani), který vládl v roce 1520.
Byl jedenáctým synem panovníka Axayacatla a mladším bratrem Moctezumy II., někdejšího vládce Tenochtitlánu. Matka jeho otce, nazývaná rovněž Cuitláhuac (v anglické literatuře též Cuitlahuatzin I.), byla vládkyní Itztapalapanu. Panovníkem byl zvolen poté, co byl jeho bratr jako kolaborant se Španěly zbaven moci. Po čtyřměsíčním panování, vyplněném válkou s Cortésem, zemřel na neštovice.